# The Haunted Hotel
Pour plus de détails, voir Fiche technique et Distribution.
The Haunted Hotel (littéralement en français L'Hôtel hanté) est un film court d'animation américain, réalisé par James Stuart Blackton, sorti en 1907.
Produit par les studios Vitagraph, The Haunted Hotel est un film d'animation muet, combinant les prises de vues réelles et l'animation en volume afin de mettre en mouvement des objets.

## Fiche technique
- Titre original : The Haunted Hotel
- Réalisation : James Stuart Blackton
- Pays d'origine : États-Unis
- Format : noir et blanc
- Genre : comédie
- Durée : 5 minutes
- Dates de sortie :
  - États-Unis : 23 février 1907

## Distribution
- Paul Panzer
- William V. Ranous